# عجل الذهب

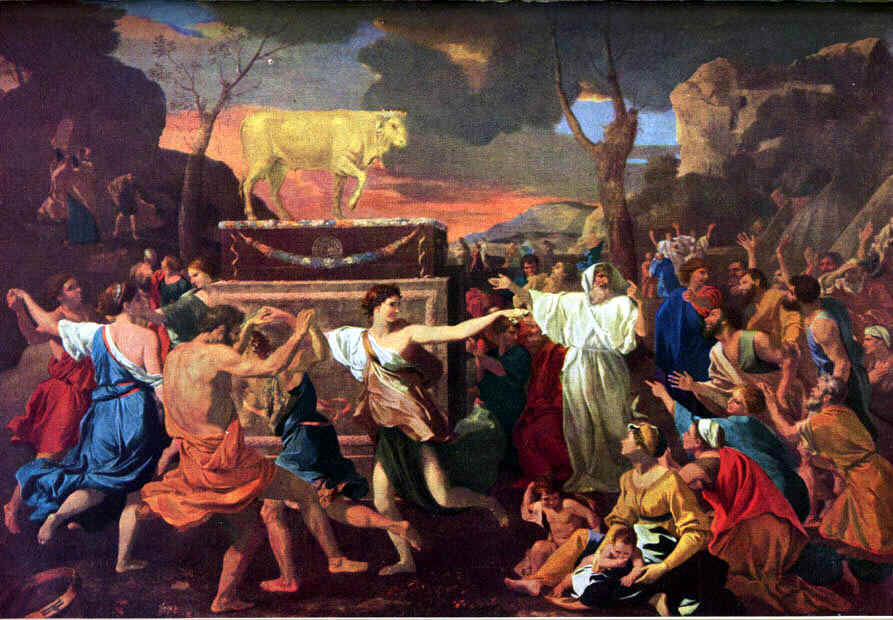
رسم فني من القرن 17

عجل الذهب (بالعبرية עגל הזהב عجل هزهب) صنم صنعه بنو إسرائيل خلال غياب موسى عندما ذهب ليصعد جبل سيناء الذي صنعه السامري حسب ماذكر في القرآن، بينما ورد في العهد القديم أن بني إسرائيل طلبوا من هارون أن يصنع لهم آلهة تسير أمامهم، فطلب منهم أن ينزعوا أقراط الذهب التي في آذانه فصنعه عجلًا مسبوكًا.

## خطيئة العجل
تعرف الحادثة بالعبرية بخطيئة العجل (חטא העגל). وهي مذكورة في سفر الخروج 32: 4 وسورة طه وسورة الأعراف وكان العبرانيون قد أتوا من مصر حيث كان يعبد شيء مشابه هو عجل أبيس والذي أحيا العبرانيون ذكراه في الصحراء. وقد انتشرت عبادة عجل بري هو الأرخص في الشرق القريب ومنطقة بحر إيجة، واعتبر عجل القمر ومخلوق الإله إيل. وفي الحضارة المينوية كان هناك عجل كريت في الميثولوجيا الإغريقية.

## في الإسلام
وقد ذكرت هذه الحادثة في القرآن، حيث ذهب موسى إلى جبل الطور ليناجي ربه، فصنع رجل يدعى السامري عجلاً. ولما رجع موسى إليهم، ورأى ما هم عليه من عبادة العجل، ومعه الألواح المتضمنة التوراة ثم أقبل على أخيه هارون.
قائلاً له ﴿يَا هَارُونُ مَا مَنَعَكَ إِذْ رَأَيْتَهُمْ ضَلُّوا، أَلاَّ تَتَّبِعَنِي﴾ أي لما رأيت ما صنعوا اتبعتني فأعلمتني بما فعلوا،
فقال: ﴿إِنِّي خَشِيتُ أَنْ تَقُولَ فَرَّقْتَ بَيْنَ بَنِي إسرائِيلَ﴾. أي تركتهم وجئتني وأنت قد استخلفتني فيهم.
وقد قال القرآن في سورة الأعراف الآيات 148- 154
﴿وَاتَّخَذَ قَوْمُ مُوسَى مِنْ بَعْدِهِ مِنْ حُلِيِّهِمْ عِجْلاً جَسَداً لَهُ خُوَارٌ أَلَمْ يَرَوْا أَنَّهُ لا يُكَلِّمُهُمْ وَلا يَهْدِيهِمْ سَبِيلاً اتَّخَذُوهُ وَكَانُوا ظَالِمِينَ، وَلَمَّا سُقِطَ فِي أَيْدِيهِمْ وَرَأَوْا أَنَّهُمْ قَدْ ضَلُّوا قَالُوا لَئِنْ لَمْ يَرْحَمْنَا رَبُّنَا وَيَغْفِرْ لَنَا لَنَكُونَنَّ مِنْ الْخَاسِرِينَ، وَلَمَّا رَجَعَ مُوسَى إِلَى قَوْمِهِ غَضْبَانَ أَسِفاً قَالَ بِئْسَمَا خَلَفْتُمُونِي مِنْ بَعْدِي أَعَجِلْتُمْ أَمْرَ رَبِّكُمْ وَأَلْقَى الأَلْوَاحَ وَأَخَذَ بِرَأْسِ أَخِيهِ يَجُرُّهُ إِلَيْهِ، قَالَ ابن أُمَّ إِنَّ الْقَوْمَ اسْتَضْعَفُونِي وَكَادُوا يَقْتُلُونَنِي فَلا تُشْمِتْ بِي الأَعْدَاءَ وَلا تَجْعَلْنِي مَعَ الْقَوْمِ الظَّالِمِينَ، قَالَ رَبِّ اغْفِرْ لِي وَلأَخِي وَأَدْخِلْنَا فِي رَحْمَتِكَ وَأَنْتَ أَرْحَمُ الرَّاحِمِينَ، إِنَّ الَّذِينَ اتَّخَذُوا الْعِجْلَ سَيَنَالُهُمْ غَضَبٌ مِنْ رَبِّهِمْ وَذِلَّةٌ فِي الْحَيَاةِ الدُّنْيَا وَكَذَلِكَ نَجْزِي الْمُفْتَرِينَ، وَالَّذِينَ عَمِلُوا السَّيِّئَاتِ ثُمَّ تَابُوا مِنْ بَعْدِهَا وَآمَنُوا إِنَّ رَبَّكَ مِنْ بَعْدِهَا لَغَفُورٌ رَحِيمٌ، وَلَمَّا سَكَتَ عَنْ مُوسَى الْغَضَبُ أَخَذَ الأَلْوَاحَ وَفِي نُسْخَتِهَا هُدًى وَرَحْمَةٌ لِلَّذِينَ هُمْ لِرَبِّهِمْ يَرْهَبُونَ﴾.
بينما في القرآن الذي صنع العجل هو السامري
قال تعالى:﴿وَمَا أَعْجَلَكَ عَنْ قَوْمِكَ يَا مُوسَى ۝٨٣ قَالَ هُمْ أُولَاءِ عَلَى أَثَرِي وَعَجِلْتُ إِلَيْكَ رَبِّ لِتَرْضَى ۝٨٤ قَالَ فَإِنَّا قَدْ فَتَنَّا قَوْمَكَ مِنْ بَعْدِكَ وَأَضَلَّهُمُ السَّامِرِيُّ ۝٨٥ فَرَجَعَ مُوسَى إِلَى قَوْمِهِ غَضْبَانَ أَسِفًا قَالَ يَا قَوْمِ أَلَمْ يَعِدْكُمْ رَبُّكُمْ وَعْدًا حَسَنًا أَفَطَالَ عَلَيْكُمُ الْعَهْدُ أَمْ أَرَدْتُمْ أَنْ يَحِلَّ عَلَيْكُمْ غَضَبٌ مِنْ رَبِّكُمْ فَأَخْلَفْتُمْ مَوْعِدِي ۝٨٦ قَالُوا مَا أَخْلَفْنَا مَوْعِدَكَ بِمَلْكِنَا وَلَكِنَّا حُمِّلْنَا أَوْزَارًا مِنْ زِينَةِ الْقَوْمِ فَقَذَفْنَاهَا فَكَذَلِكَ أَلْقَى السَّامِرِيُّ ۝٨٧ فَأَخْرَجَ لَهُمْ عِجْلًا جَسَدًا لَهُ خُوَارٌ فَقَالُوا هَذَا إِلَهُكُمْ وَإِلَهُ مُوسَى فَنَسِيَ ۝٨٨ أَفَلَا يَرَوْنَ أَلَّا يَرْجِعُ إِلَيْهِمْ قَوْلًا وَلَا يَمْلِكُ لَهُمْ ضَرًّا وَلَا نَفْعًا ۝٨٩ وَلَقَدْ قَالَ لَهُمْ هَارُونُ مِنْ قَبْلُ يَا قَوْمِ إِنَّمَا فُتِنْتُمْ بِهِ وَإِنَّ رَبَّكُمُ الرَّحْمَنُ فَاتَّبِعُونِي وَأَطِيعُوا أَمْرِي ۝٩٠﴾ [طه:83–90].